# فریتشوویتسه
فریتشوویتسه (به چکی: Fryčovice) یک منطقهٔ مسکونی در جمهوری چک است که در ناحیه فریدک-میستک واقع شده‌است. فریتشوویتسه ۱۶٫۴۵ کیلومتر مربع مساحت و ۲٬۳۵۹ نفر جمعیت دارد و ۲۶۲ متر بالاتر از سطح دریا واقع شده‌است.